# کنسرت ایرج بسطامی و گروه دستان
کنسرت ایرج بسطامی و گروه دستان یک اثر تصویری مربوط به دو کنسرت سنتی با صدای  ایرج بسطامی می‌باشد که با همکاری گروه دستان اجرا شده‌است. این اثر از اولین آثار و اجراهای گروه دستان بوده که در آن برخی از ساخته‌های حمید متبسم ،کیهان کلهر و محمدعلی کیانی نژاد اجرا شده‌است. ساخته‌های متبسم کمی بعد در آلبوم بوی نوروز انتشار یافتند اما آهنگ‌هایی که کیانی نژاد آن‌ها را ساخته بود با صدای  بسطامی هیچگاه منتشر نشدند. کیانی نژاد این آثار را با صدای علی رضا افتخاری منتشر کرد. این دو کنسرت در زمستان ۱۳۷۱ در مجموعه فرهنگی آزادی (میدان آزادی) اجرا شده‌اند. این کنسرت‌ها در دستگاه‌های سه گاه و همایون اجرا شده‌اند.

## شرح

### هنرمندان
- ایرج بسطامی: آواز
- گروه دستان (اعضا این گروه در آن زمان در پایین): گروه نوازی
  - مرتضی اعیان: تنبک
  - بیژن کامکار: دف و رباب
  - پشنگ کامکار: سنتور
  - حمید متبسم: تار
  - سیامک نعمت ناصر: تار
  - محمدعلی کیانی نژاد: نی
  - اردشیر کامکار: کمانچه
  - کیهان کلهر: کمانچه
  - حسین بهروزی‌نیا: عود (بربط)

### فهرست آهنگ‌ها
- بخش اول (در دستگاه سه گاه):

1. قطعه جنگ و صلح (آهنگ سازی علی اکبر شهنازی، تنظیم حمید متبسم)
2. تک نوازی عود (تک نواز: حسین بهورزی نیا)
3. ساز و آواز (با همراهی کمانچه نوازی اردشیر کامکار)
4. چهارمضراب (آهنگ سازی و تنظیم حمید متبسم)
5. تک نوازی نی (تک نواز: محمدعلی کیانی نژاد)
6. ساز و آواز (با همراهی تار)
7. تصنیف سرو سیمین (شعر از رهی معیری، آهنگ سازی محمدعلی کیانی نژاد، اجرای استودیویی آن با صدای علی رضا افتخاری منتشر شده‌است)
8. رنگ (غزل حافظ شیرازی، آهنگ سازی محمدعلی کیانی نژاد)

- بخش دوم (در دستگاه همایون):

1. تصنیف مهر روز فروز (شعر خواجوی کرمانی، آهنگ سازی محمدعلی کیانی نژاد، اجرای استودیویی آن با صدای علی رضا افتخاری منتشر شده‌است)
2. ساز و آواز (شعر حافظ شیرازی، با همراهی سنتور نوازی پشنگ کامکار)
3. تصنیف عقرب زلف کجت (آهنگ سازی علی اکبر شیدا، تنظیم حمید متبسم، این اثر با نام تصنیف اصفهان در آلبوم استودیویی بوی نوروز (آهنگ سازی حمید متبسم) شناخته شده‌است)
4. تک نوازی کمانچه مرکب  (آهنگسازی:کیهان کلهر)
5. چهارمضراب و آواز (شعر حافظ شیرازی، (آهنگ سازی :کیهان کلهر)
6. ساز و آواز (با همراهی تار)
7. تصنیف باده شبگیر (شعر حافظ شیرازی، آهنگ سازی حمید متبسم، اجرای استودیویی آن در آلبوم بوی نوروز منتشر شده‌است)
8. تصنیف عقرب زلف کجت (تکرار پس از درخواست مردم، آهنگ سازی علی اکبر شیدا، تنظیم حمید متبسم)

### اشعار به کار رفته
- متن تصنیف سرو سیمین

| تا دامن از من کشیدی ای سرو سیمین تن من     |  | هر شب ز خونابهٔ دل پر گل بود دامن من     |
| بنشین چو گل در کنارم تا بشکفد گل ز خارم    |  | ای روی تو لاله زارم و ای موی تو سوسن من |
| تا عشق و رندی‌ست کیشم یکسان بود نوش و نیشم  |  | من دشمن جان خویشم گر او بود دشمن من     |
| قسمت اگر زهر اگر مار، بالین اگر خار اگر گل |  | غمگین نباشم که باشد کوی رضا مسکن من     |
| ای گریه دل را صفا ده، رنگی به رخسار ما ده  |  | خاکم به باد فنا ده، ای سیل بنیان کن من  |
| وی مرغ شب همرهی کن زاری به حال رهی کن      |  | تا بر دلم ره نیابد صیاد صید افکن من     |

رهی معیری
- متن تصنیف مهر روز فروز

| نشان روی تو جستم به هر کجا که رسیدم     |  | ز مهر در تو نشانی ندیدم و نشنیدم     |
| چه رنج‌ها که نیامد برویم از غم رویت      |  | چه جورها که ز دست تو در جهان نکشیدم  |
| هزار نیش جفا از تو نوش کردم و رفتم      |  | هزار تیر بلا از تو خوردم و نرمیدم    |
| تو را بدیدم و گفتم که مهر روز فروزی     |  | ولی چه سود که یک ذره مهر از تو ندیدم |
| بسی تو عهد شکستی که من رضای تو جستم     |  | بسی تو مهر بریدی که از تو من نبریدم  |
| از آن زمان که چو خواجو عنان دل بتو دادم |  | بجان رسیدم و هرگز بکام دل نرسیدم     |

خواجوی کرمانی
- متن تصنیف عقرب زلف کجت (تصنیف اصفهان)

| عقرب زلف کجت با قمر قرینه               |  | تا قمر درعقربه کار ما چنینه                 |
| کیه کیه در می‌زنه من دلم می‌لرزه          |  | درو با لنگر می‌زنه من دلم می‌لرزه             |
| ای پری بیا درکنار ما جان خسته را مرنجان |  | از برم مرو، خصم جان مشو، تا فدای تو کنم جان |
| نرگس مست تو و بخت من خرابه              |  | بخت من از تو و چشم تو از شرابه              |
| کیه کیه در می‌زنه من دلم می‌لرزه          |  | درو با لنگر می‌زنه من دلم می‌لرزه             |

- متن تصنیف بادهٔ شبگیر

| زلف آشفته و خوی کرده و خندان لب و مست |  | پیرهن چاک و غزل خوان و صراحی در دست  |
| نرگسش عربده جوی و لبش افسوس کنان      |  | نیم شب دوش به بالین من آمد بنشست     |
| سر فرا گوش من آورد به آواز حزین       |  | گفت ای عاشق دیرینه من خوابت هست      |
| عاشقی را که چنین باده شبگیر دهن       |  | کافر عشق بود گر نشود باده پرست       |
| برو ای زاهد و بر دردکشان خرده مگی     |  | که ندادند جز این تحفه به ما روز الست |
| خنده جام می و زلف گره گیر نگار        |  | ای بسا توبه که چون توبه حافظ بشکست   |

حافظ شیرازی

### کیفیت پایین فیلم انتشار یافته بر روی اینترنت
از آن جایی که هیچ ناشری این اثر را به صورت رسمی منتشر نکرده‌است (البته در برخی جاها این اثر به صورت سی دی یا دی وی دی تصویری به فروش می‌رسیده است) بیش تر از طریق اینترنت قابل مشاهده است. فیلم بخش دوم (در دستگاه همایون) این اجرا کیفیت بدی ندارد اما فیلم بخش اول (در دستگاه سه گاه) در بیش تر قسمت‌های فیلم به صورت چشمک زن بوده و فاقد کیفیت فیلم اصلی می‌باشد.

### توضیحات اضافی
این اثر در سال ۱۳۷۱ اجرا شده‌است و در تیتراژ مقدمه‌ای فیلم دربارهٔ افرادی که این اثر را ضبط کرده‌اند توضیحی نیامده است اما با کمی دقت در فیلم می‌توان این نکته را فهمید که این اثر تنها با یک دوربین و از رو به رو ضبط شده‌است.
بسیاری از قطعات این کنسرت بعدا با صدای  بسطامی در هیچ آلبومی انتشار نیافته‌اند. تنها تصنیف‌های عقرب زلف کجت و باده شبگیر در آلبوم بوی نوروز (اثر حمید متبسم) منتشر شدند اما بسیاری از قطعات مثلا تصنیف‌های مهر روز فروز و سرو سیمین در بوی نوروز قرار ندارند. محمدعلی کیانی نژاد که آهنگ ساز این دو تصنیف است این دو را در آلبوم سرو سیمین با صدای علی رضا افتخاری اجرا کرده‌است. به همین دلیل نمی‌توانیم این کنسرت را کنسرت بوی نوروز نامید چرا که بوی نوروز شامل بسیاری از قطعات بالا نمی‌شود و البته درعین حال تصنیف بوی نوروز (شعر سعدی شیرازی، آهنگ سازی حمید متبسم) تنها در آلبوم بوی نوروز قرار دارد و در این اثر تصویری اجرا نشده‌است.